# Club Social y Deportivo Español
Maillots
Le Club Social y Deportivo Español est un club argentin de football fondé le 12 octobre 1956 et basé dans la ville de Buenos Aires.

## Palmarès
| Compétitions nationales |
| --- |
| - Championnat d'Argentine D3 (2) : - Champion : 1984 et 2002. - Championnat d'Argentine D4 (2) : - Champion : 1960 et 1979. - Championnat d'Argentine D5 (1) : - Champion : 1958. |

## Anciens joueurs
- José Batista
- Guido Milán